# Bayonesa

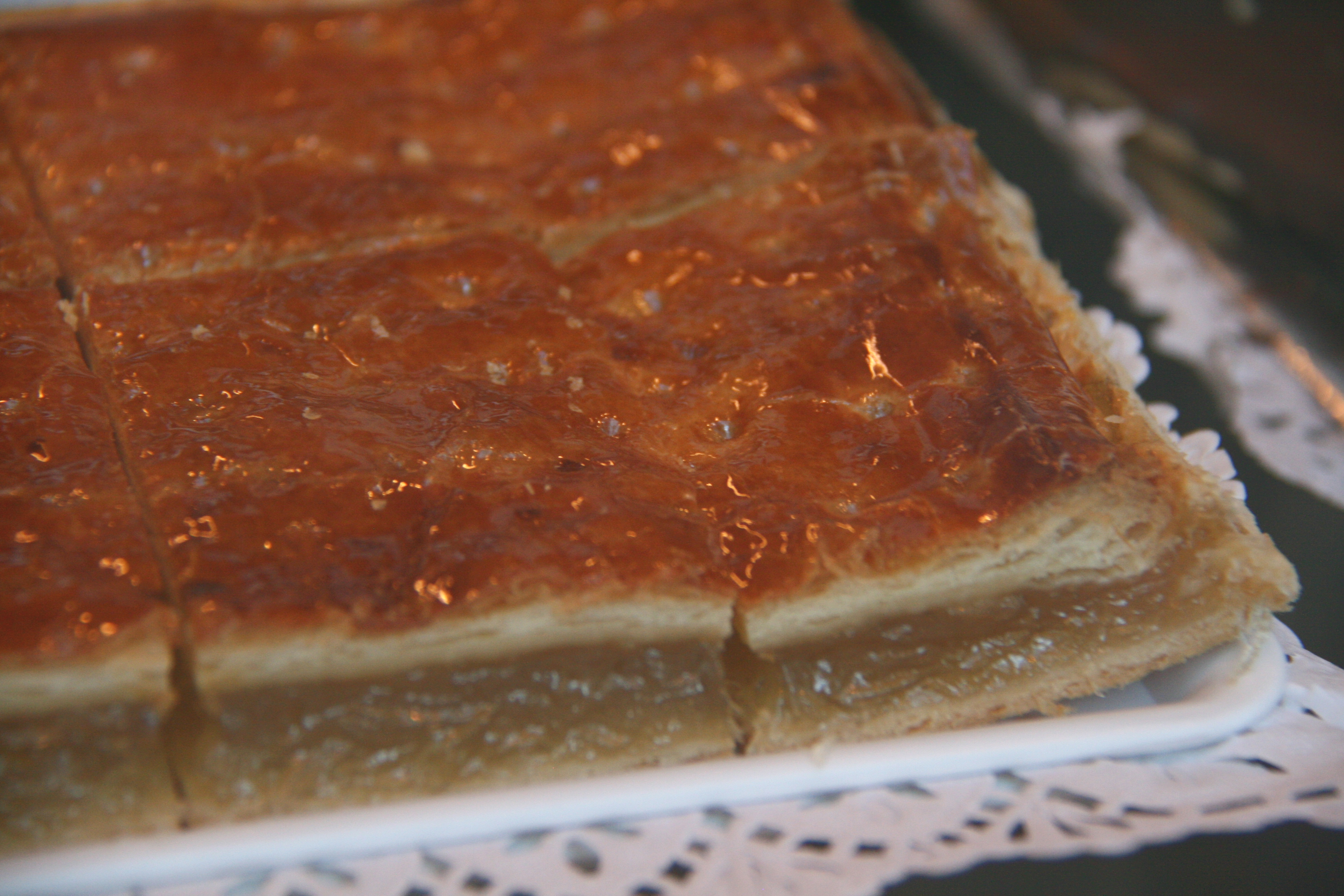
Bayonesa mostrando la capa de cabello de ángel.

Una bayonesa es un dulce elaborado con hojaldre y relleno de cabello de ángel (dulce de cayote). Se sirve en porciones de forma rectangular que pueden oscilar entre unos 10 a 20 cm de tamaño. En España, es frecuente ver este tipo de dulce en las pastelerías. En algunas zonas es también conocido como "cortadillo". /Los cortadillos de cidra son otros dulces (https://es.m.wikipedia.org/wiki/Cortadillo_(dulce_espa%C3%B1ol))/

## Características
Se trata de un dulce con forma rectangular que tiene dos capas de hojaldre y una de cabello de ángel. El bollo se elabora de esta forma en un horno a 200° durante cerca de un cuarto de hora. El exterior se recubre de una salsa dulce con textura de gel. En algunas ocasiones se recubre con azúcar glas. Suele comerse servido solo, o acompañado de café con leche. Se trata de un postre habitual de desayunos y meriendas.